# Манасія Максимович
Михайло Максимович (у чернецтві Манасія) (р.н. невід., поблизу Миргорода — 2 липня 1758, Київ ) — український церковний діяч, педагог, богослов, у 1755—1758 роках ректор Києво-Могилянської академії.

## Життєпис
Народився поблизу Миргорода, однак дата народження наразі невідома.
Навчався у Києво-Могилянській академії.
Впродовж 1745-49 рр. викладав у Академії німецьку та єврейську мови. З 1750 року став префектом Київської духовної академії.
Один з випускників Академії через 40 років згадував про Максимовича так: «Максимович, краса іпостасі і гласа людського, муж двох світів й великої вченості».
1754 року у пруському місті Бреслау було опубліковано його працю «Трактат пров ідмінність грецької та римської церков».
1755 року призначений ректором Академії та професором піїтики. Водночас 1 вересня 1755 року став ігуменом, а 25 листопада того ж року-архімандритом Братського монастиря.
Виступав як проповідник та перекладач.
Помер, перебуваючи на посаді ректора, похований на території Братського монастиря.